# Casa Amor: Exclusive for Ladies
Casa Amor: Exclusive for Ladies (en hangul, 워킹걸; RR: Wokinggeol; lit. Chica trabajadora) es una película surcoreana de 2015, escrita y dirigida por Jung Bum-shik, y protagonizada por Jo Yeo-jeong y Clara Lee. Es una adaptación de la película brasileña de 2010 De Pernas pro Ar, dirigida por Roberto Santucci.

## Sinopsis
Bo-hee es una exitosa ejecutiva de mercadeo en Toy N Joy, la mayor compañía de juguetes de Corea. Sin embargo, el trabajo la tiene tan ocupada que descuida a su familia, formada por su marido, Gang-sung, y una hija. Un día, por distracción, comete un error gravísimo durante la presentación de un producto ante los directivos de su empresa, lo que provoca su despido inmediato. Y para empeorar aún más las cosas, cuando vuelve a casa se encuentra con que Gang-sung, cansado de la poca atención que le prestaba, la ha dejado.
Sin trabajo ni familia, Bo-hee se hace amiga de su vecina Nan-hee, propietaria de un sex shop al borde de la quiebra. Escéptica en un primer momento, Bo-hee comprueba las bondades de los productos en venta y cambia de opinión: decide así ayudar a Nan-hee a relanzar el negocio, aprovechando sus conocimientos en mercadotecnia e invirtiendo incluso su liquidación. Ambas reforman la tienda en profundidad, creando un ambiente más refinado cuya estética se inspira en la obra de Gaudí, y le dan un nombre en español: Casa Amor. La habilidad en mercadeo de Bo-hee y la extensa experiencia de Nan-hee en juguetería sexual propician el éxito de la tienda, aunque ambas tendrán que combatir con los problemas familiares que les causa este tipo de negocio.

## Producción
Se trata del primer papel cómico en la trayectoria artística de Jo Yeo-jeong, un cambio drástico para ella, que admitió que no creía estar a la altura del desafío. Es también la primera comedia de Kim Tae-woo.
La película se presentó a la prensa el 9 de diciembre de 2014 en Megabox (Dongdaemun, Seúl), con la presencia del director, Jo Yeo-jeong, Clara, Kim Tae-woo y otros actores.

## Reparto
- Jo Yeo-jeong como Baek Bo-hee.[4][9]
- Clara como Oh Nan-hee.[10]
- Kim Tae-woo como Koo Gang-sung.[4]
- Kim Bo-yeon como Yoon Gwan-soon, madre de Bo-hee.
- Ra Mi-ran como Eum Soon-ok.[11]
- Bae Seong-woo como Seok Soo-beom.[11]
- Kim Ki-cheon como el presidente de la empresa Cheon.
- Kim Ha-yoo como Koo Ha-yoo.
- Kim Young-ok como la presidente Yeon.
- Oh Na-ra como la mujer de Soo-beom.[12]
- Jo Hyun-woo como el ladrón que acaba esposado.
- Choi Young-shin como dependienta de Casa Amor.
- Ha Da-young como dependienta de Casa Amor.
- Lee Min-ah como ama de casa.
- Lee Seung-won como jefe de animadores del equipo de fútbol infantil.
- Bae Yoo-ram como un empleado de Toy N Joy.
- Go Kyung-pyo como Pyo Kyeong-soo (cameo).
- Jo Jae-yoon como Jo Ji-ho (cameo).
- Choi Seong-joon como el primer amor de Nan-hee (cameo).
- Lee Jae-gu como el padre de Nan-hee (cameo).
- Julien Kang como el hombre musculoso (cameo).
- Megu Fujiura como Reiko.

## Estreno y taquilla
Casa Amor: Exclusive for Ladies se estrenó el 7 de enero de 2015 en 308 salas. En su primer fin de semana quedó en octava posición en la lista de películas más vistas, con 74 000 espectadores. El segundo fin de semana cayó a poco más de cinco mil. Al final de su período de exhibición, alcanzó los 151 584 espectadores, que dejaron una taquilla del equivalente en wones a 998 365 dólares norteamericanos.

## Crítica
William Schwartz (HanCinema) escribe que el tipo de humor del filme, relacionado siempre con el sexo, hace que no pueda reprochar a nadie no querer verlo solo por una cuestión de gustos, pero que, aun así, casi todas sus bromas dan en el clavo. Sin embargo, mientras la parte cómica de la película funciona suficientemente, la parte dramática sufre con la comparación: las transiciones entre unas escenas y otras no están bien resueltas.
Ji Ji-joo (Readers News) señala a propósito del personaje de Goo-sung (Kim Tae-won), marido de la protagonista, que en esta película, «a través de su papel de mostrar la perspectiva masculina existente sobre la sexualidad femenina, se puede corregir la percepción estrecha y distorsionada del sexo latente en Corea».